# Medusa (álbum)
Medusa é o segundo álbum de estúdio da cantora escocesa Annie Lennox. Foi lançado em 14 de março de 1995, pelos selos RCA e Arista. O álbum é composto de regravações, todas masculinas. O maior destaque é a canção "No More I Love You's", que estourou nas paradas do mundo todo, nomeando a cantora ao Grammy Award de Melhor Performance Feminina Pop em 1996. O álbum teve outros singles como "Waiting in Vain", "A Whiter Shade of Pale" e "Something So Right".

## Faixas
1. "No More I Love You's" (Joseph Hughes/David Freeman) (performances original de The Lover Speaks)
2. "Take Me to the River" (Al Green) (performances original de Al Green)
3. "A Whiter Shade of Pale" (Keith Reid/Gary Brooker/Matthew Fisher) (performances original de Procol Harum)
4. "Don't Let It Bring You Down" (Neil Young) (performances original de Neil Young)
5. "Train in Vain" (Mick Jones/John Mellor) (performances original de The Clash)
6. "I Can't Get Next to You" (Norman Jesse Whitfield/Barrett Strong) (performances original de The Temptations)
7. "Downtown Lights" (Paul Buchanan) (performances original de The Blue Nile)
8. "Thin Line Between Love and Hate" (Richard Poindexter/Robert Poindexter/Jackie Members) (performances original de The Persuaders)
9. "Waiting in Vain" (Bob Marley) (performances original de Bob Marley)
10. "Something So Right" (Paul Simon) (performances original de Paul Simon)
11. "Heaven" (Richard Lofthouse Butler/Timothy George Butler) (*) (performances original de The Psychedelic Furs)

- Presente na versões japonesa,brasileira  e mexicana do álbum.

## Prêmios e indicações

### Grammy Awards
| Ano  | Recipiente             | Categoria                       | Resultado |
| ---- | ---------------------- | ------------------------------- | --------- |
| 1996 | Medusa                 | Melhor Álbum Vocal de Pop       | Indicado  |
| 1996 | "No More I Love You's" | Melhor Performance Feminina Pop | Venceu    |